# Dänische Badmintonmeisterschaft 2003
Die Dänische Badmintonmeisterschaft 2003 fand in Svendborg statt. Es war die 73. Austragung der nationalen Titelkämpfe im Badminton in Dänemark.

## Titelträger
| Disziplin    | Sieger                                                        |
| ------------ | ------------------------------------------------------------- |
| Herreneinzel | Peter Gade, Gentofte BK                                       |
| Dameneinzel  | Camilla Martin, Værløse                                       |
| Herrendoppel | Jim Laugesen, Gentofte BK Michael Søgaard, Kastrup-Magleby BK |
| Damendoppel  | Rikke Olsen Ann-Lou Jørgensen, Kastrup-Magleby BK             |
| Mixed        | Jens Eriksen Mette Schjoldager, Hvidovre BC                   |